# Список мэров Тель-Авива
Мэр Тель-Авива (ивр. ראש עיריית תל אביב-יפו‎) — высшее должностное лицо Тель-Авива, возглавляющее высший орган исполнительной власти города — Мэрия Тель-Авива. Мэром Тель-Авива может стать гражданин Израиля, избранный жителями города на всеобщем голосовании.
В настоящее время должность мэра Тель-Авива занимает Рон Хульдаи.
Городом руководит городской совет из 31 членов во главе с мэром. В горсовете Тель-Авива представлены следующие фракции (на 2025 год): «Тель-Авив 1» (партия мэра Хульдаи, 7 представителей), «Мерец» (5), «Еш Атид» (4), «Кулану-ха-Ир» (3), «Ха-Тель-Авивим» («тель-авивцы», 2), «ХЙ — Хилоним Йеруким» («зелёные светские», 2), ШАС (2), «Мааминим» («верующие», 2), «Ликуд» (1), «Гимлаим» («пенсионеры», 1), «Тиква хадаша» («новая надежда», 1), «Цеирим» («молодые», 1).

## История
В апреле 1921 года Тель-Авив получил статус «особого квартала», а 11 мая — тауншипа, что позволило приобрести юридический статус и иметь свою полицию. С этого момента он стал почти полностью независимым от Яффы, хотя до 1926 года у его жителей сохранялось право участвовать в муниципальных выборах в Яффе.
В 1934 году, посли принятия закона, касающегося муниципалитетов, Тель-Авив получил статус города, а Дизенгоф стал его мэром. В начале 1936 года тяжело больной Дизенгоф был в очередной раз переизбран на пост мэра, но через 9 месяцев после этого скончался. Совет назначил на его место Моше Шлуша, но из-за интриг недовольных им правых фракций британская администрация отменила это решение и сменила Шлуша на его заместителя, Исраэля Рокаха.
В 1959 году муниципальные выборы в Тель-Авиве выиграла рабочая партия МАПАЙ, а мэром стал её представитель Мордехай Намир. В результате углубилось сотрудничество мэрии с правительством, на окраинах города развернулось крупномасштабное строительство, была завершена постройка одних важных для города объектов и начата — других, таких как музей изобразительных искусств, дворец правосудия и автострада «Аялон».

## Список
| №  | Мэр                    | Фотография | Период руководства     | Партийность                                                | Основные достижения и события |
| -- | ---------------------- | ---------- | ---------------------- | ---------------------------------------------------------- | --- |
| 0  | Меир Дизенгоф          |            | 1910—1921              |                                                            | Основание Тель-Авива, 1-я мировая война |
| 1  | Меир Дизенгоф          |            | 1921—1925              | Партия общих сионистов                                     | Тель-Авив получает статус тауншипа, четвёртая алия, население вырастает с 3,6 тыс. до 34 тыс.                                                                  |
| 2  | Давид Блох-Блюменфельд |            | 1925—1927              | Поалей Цион                                                | |
| 3  | Меир Дизенгоф          |            | 1927—1936              | Партия общих сионистов                                     | Тель-Авив получает статус города, «Ярмарка Востока», проведены первые Маккабиады, Убийство Хаима Арлозорова                                                    |
| -  | Моше Шлуш              |            | 1936                   | Партия общих сионистов                                     | |
| 4  | Исраэль Роках          |            | 1936—1952              | Объединённая Центристская партия (ивр. רשימת המרכז המאוחד‎) | Арабское восстание, запуск электростанции Рединг, 2-я мировая война, Война за независимость, кнессет и правительство переходят в Иерусалим, присоединение Яффы |
| 5  | Хаим Леванон           |            | 1953—1959              | Партия общих сионистов                                     | |
| 6  | Мордехай Намир         |            | 1959-1969              | МАПАЙ                                                      | К власти приходит рабочая партия, крупномасштабное строительство, падение населения                                                                            |
| 7  | Йеошуа Рабинович       |            | 1969—1974              | Маарах                                                     | |
| 8  | Шломо Лахат            |            | 1974—1993              | Ликуд                                                      | |
| 9  | Рони Мило              |            | 1993—1998              | «Лев — я — тель-авивец» (ивр. לב-אני תל אביבי‎)             | |
| 10 | Рон Хульдаи            |            | 1998 — настоящее время | «Тель-Авив 1» (ивр. תל אביב אחת‎)                           | |